# La spada nella roccia
La spada nella roccia (The Sword in the Stone) è un romanzo di T. H. White, pubblicato nel 1938. È il primo del ciclo Re in eterno, sebbene inizialmente pensato come autoconclusivo.
Il romanzo racconta l’infanzia di Re Artù, combinando elementi di leggenda, storia, fantastico e commedia. La Walt Disney adattò la storia nell’omonimo film d'animazione, mentre la BBC lo adattò per la radio.
Nel 2014, il romanzo ha retrospettivamente vinto il premio Hugo per il miglior romanzo per l’anno 1939.

## Trama
La storia inizia durante gli ultimi anni di regno di Uther Pendragon. La spada nella roccia racconta la crescita di Artù col suo padre adottivo antor, la sua rivalità ed amicizia con suo fratello adottivo Kay, e l'inizio dell'addestramento con Merlino, un mago che vive il tempo al contrario. Merlino, conoscendo il destino del ragazzo, insegna ad Artù (chiamato "Wart", ossia "Bitorzolo") cosa significa essere un buon re trasformandolo in vari tipi di animali: un pesce, un'aquila, una formica, un gufo, un'oca e un tasso. Ognuna delle trasformazioni ha come scopo l'insegnare a artu una lezione, il che lo preparerà alla sua vita futura.
Infatti, Merlino fa capire ad Artù il concetto che l'unico motivo giustificabile per la guerra è il prevenire qualcun altro dal farla, e che i contemporanei governi umani e le persone potenti sono l'esempio degli aspetti peggiori del governo del Potere.